# 都会の敗北
「都会の敗北」（とかいのはいぼく、The Defeat of the City）は、オー・ヘンリーの短編小説。
田舎育ちの純朴な青年が、すっかり洗練された紳士となって美人令嬢を連れて故郷に帰ってくるところから始まる話。

## あらすじ
田舎町の少年ボブ（ロバートの愛称）は都会で成功を収め洗練された紳士になり、冷ややかな印象さえ与える高貴な美人で社交界の花形アリシアを妻にする。
アリシアが田舎のロバートの母親の手紙を見て田舎に行きたがったため、ロバートは故郷へ妻を連れて帰ることになった。
ところが、自然に包まれた故郷に帰り家族と久々に食卓に着いた途端に「社交界の花形で一点の非の打ち所もない前途洋洋の青年実業家ロバート氏」は「そばかすだらけのボブ」に戻ってしまう。
大はしゃぎしていたロバートだが、アリシアが疲れていることを理由に席を立って、初めて自分がしでかしたことに気づき狼狽する。
階段でアリシアは「私は紳士と結婚したと思っておりました。」「でも、そうではありませんでした。」と告げ、そしてこう続けた、「私はそれ以上に素晴らしい一人の男性と結婚したのです。ボブ、私にキスしてちょうだい。」

## 邦訳
- 『オー・ヘンリーショートストーリーセレクション 6 マディソン街の千一夜』理論社　2007年

## 外部サイト
- 原文ページ - Americanliterature.com